# Tebaïna
La tebaïna (paramorfina), també coneguda com a codeïna metil enol èter, és un dels alcaloide opiacis o alcaloides presents a l'opi, la fórmula química del qual és C19H21NO₃. El seu nom prové del grec Θῆβαι, Thēbai (Tebes), una antiga ciutat de l'Alt Egipte. Un constituent menor de l'opi, la tebaïna és químicament és proper a la codeïna i a la morfina. En canvi, els seus efectes són estimulants, i no depressors del sistema nerviós central com aquelles dues. A dosis altes, provoca convulsions semblants a la intoxicació per estricnina. L'enantiòmer sintètic (+)-tebaïna mostra efectes analgèsics aparentment mediats per receptors opioides, a diferència de l'enantiòmer natural inactiu (-)-tebaïna.
La tebaïna (paramorfina), també coneguda com a codeïna metil enol èter, és un alcaloide opiacis. Tot i que no s'usa directament com a medicament però serveix per a crear-ne derivats sintètics com l'oxicodona i la naxolona, és el principal alcaloide extret de Papaver bracteatum (opi iranià/rosella persa) i es pot convertir industrialment en una varietat de compostos, incloent hidrocodona, hidromorfona, oxicodona, oximorfona, nalbufina, naloxona, naltrexona, buprenorfina, butorfanol i etorfina.
La tebaïna està controlada pel dret internacional, està catalogada com a medicament de classe A segons la Llei d'ús indegut de drogues de 1971 al Regne Unit, està controlada com a anàleg d'un medicament de la llista II per la Llei analògica dels Estats Units i està controlada amb el seu derivats i sals, com a substància de la llista I de la Llei de drogues i substàncies controlades al Canadà. La quota de fabricació agregada de la tebaïna (ACSCN 9333) de 2013 de l'Administració per a l'aplicació de les drogues dels EUA (DEA) no ha canviat respecte a l'any anterior amb 145 tones mètriques.
Aquest alcaloide està relacionat biosintèticament amb la salutaridina, l'oripavina, la morfina i la reticulina.
El 2012 es van produir 146.000 quilos de tebaïna. L'any 2013, Austràlia va ser el principal productor de palla de rosella rica en tebaïna, seguida d'Espanya i després de França. El 2017, la producció mundial de tebaïna va baixar fins als 2.008 kg. En conjunt, aquests tres països representaven al voltant del 99 per cent de la producció mundial d'aquesta palla de rosella. Les càpsules de llavors de Papaver bracteatum són la font principal de tebaïna, amb una quantitat important també a la tija.